# Baixo Guandu (kommun)
Baixo Guandu är en kommun i Brasilien.   Den ligger i delstaten Espírito Santo, i den sydöstra delen av landet, 800 km sydost om huvudstaden Brasília. Antalet invånare är 29 086.
Följande samhällen finns i Baixo Guandu:
- Baixo Guandu

Omgivningarna runt Baixo Guandu är huvudsakligen savann. Runt Baixo Guandu är det ganska tätbefolkat, med 65 invånare per kvadratkilometer.